# Tess Gerritsen
Pour les articles homonymes, voir Gerritsen.
Œuvres principales
- Au bout de la nuit

Tess Gerritsen, née le 12 juin 1953 à San Diego en Californie, est une romancière américaine, spécialisée dans les suspenses romantiques et les thrillers médicaux. Publiée dans une vingtaine de pays, elle est l'auteur d'une série de best-sellers classés sur la liste du New York Times.

## Biographie
Élevée à San Diego (Californie), Tess Gerritsen fait ses études à l'Université Stanford et  reçoit son diplôme de médecin à l'Université de Californie à San Francisco. Alors qu'elle vit et exerce la médecine à Hawaii, Tess Gerritsen envoie une nouvelle à un concours littéraire organisé par le Honolulu Magazine. Son histoire gagne le premier prix et elle quitte aussitôt son activité de médecin. Ses premiers livres sont des suspenses romantiques, mais elle est encensée par la critique pour son premier thriller médical Donneur sain.

## Œuvres

### SérieJane Rizzoli / Maura Isles
1. Le Chirurgien, Pocket, 2007 ((en) The Surgeon, 2001)
2. L'Apprenti, Pocket, 2007 ((en) The Apprentice, 2002)
3. La Reine des morts, Presses de la Cité, 2007 ((en) The Sinner, 2003)
4. Lien fatal, Presses de la Cité, 2008 ((en) Body Double, 2004)
5. Au bout de la nuit, France Loisirs, 2008 ((en) Vanish, 2005)
6. Mephisto Club, France Loisirs, 2010 ((en) The Mephisto Club, 2006)Paru également aux Presses de la Cité sous le titre En compagnie du diable, 2012
7. L'Embaumeur de Boston, Presses de la Cité, 2011 ((en) The Keepsake / Keeping the Dead, 2008)
8. La Disparition de Maura, Presse de la Cité, 2013 ((en) Ice Cold / The Killing Place, 2010)
9. Les Oubliées, Presse de la Cité, 2014 ((en) The Silent Girl, 2011)
10. La Dernière à mourir, Presse de la Cité, 2015 ((en) Last to Die, 2012)
11. Écorchures, Presse de la Cité, 2017 ((en) Die Again, 2014)
12. Le Martyre des innocents, Presse de la Cité, 2019 ((en) I Know A Secret, 2017)
13. (en) Listen to Me, 2022

### SérieTavistock
1. Doute mortel, Harlequin, 1997 ((en) In Their Footsteps, 1994)Publié en France dans la collection Harlequin Suspense
2. La Femme traquée, Harlequin ((en) Stolen / Thief of hearts, 1995)

### SérieMaggie Bird
- The Spy Coast (2023)
- The Summer Guests (2025)

### Romans indépendants
- (en) Adventure's Mistress, 1985
- (en) Love's Masquerade, 1986
- L'Appât, Harlequin ((en) Call After midnight, 1987)Publié en France dans la collection Best Sellers
- La Prochaine Victime, Harlequin ((en) Under the Knife, 1990)Publié en France dans la collection Best Sellers
- Un témoin gênant, Harlequin, 2007 ((en) Whistle Blower, 1992)Publié en France dans la collection Black Rose
- Ne m'oublie pas, Harlequin, 2008 ((en) Never Say Die, 1992)Publié en France dans la collection Mira
- Présumée coupable, Harlequin, 2004 ((en) Presumed Guilty, 1993)Publié en France dans la collection Mira
- Qui a tué Peggy Sue ?, J'ai lu, 2007 ((en) Peggy Sue Got Murdered / Girl Missing, 1994)Publié en France dans la collection J'ai lu pour elle - Intrigue
- La mariée était en blanc, Harlequin, 1997 ((en) Keeper of the Bride, 1996)Publié en France dans la collection Suspense
- Donneur sain, Le Livre de poche, 1998 ((en) Harvest, 1996)
- Fonctions vitales, Le Livre de poche, 2000 ((en) Life Support, 1997)
- Mauvais Sang, Presses de la Cité, 2006 ((en) Bloodstream, 1998)
- Chimère, Presses de la Cité, 2000 ((en) Gravity, 1999)
- (en) Perfect Timing, 2001
- (en) Murder and Mayhem, 2006
- Le Voleur de Morts, France Loisirs, 2011 ((en) The Bone Garden, 2007)
- (en) Madame X, 2008
- (en) Playing With Fire, 2015
- (en) The Shape of Night, 2019
- Choose Me (2021) coécrit avec Gary Braver

### Scénario
- Adrift, diffusé en 1993 sur CBS, avec Kate Jackson

## Récompenses
Le Chirurgien a reçu un RITA award (Romance Writers of America) en 2002 pour le Meilleur roman policier romantique.
En 2006, Au bout de la nuit a reçu le prix Nero du meilleur roman policier. Il était également nommé pour le prix Edgar-Allan-Poe de l'association Mystery Writers of America ainsi qu'au prix Macavity.

## Divers
- Yakov's Lament, œuvre pour violon solo du compositeur français Damien Top est inspirée de Harvest (Donneur Sain).